# الرجل الأخير في البرج
الرجل الأخير في البرج هي رواية للكاتب الهندي أرافيند أديجا، والتي نشرتها شركة هاربركولينز الهند في عام 2011. تعتبر الرواية ثالث كتاب وثاني رواية تنشر للكاتب أديجا. تدور أحداث الرواية حول النضال والصراع من أجل الحصول على حصة من عقارات مدينة مومباي الباهرة. بطل هذه الرواية مدرس متقاعد يدعى موقش مارثي والذي ينادى من قبل الجميع بمودة واحترام ب«المعلم الفاضل».
يعرض معماري شهير شراء مبنى شقق بأكمله فيوافق كل سكان المبنى ماعدا «المعلم الفاضل»، لذلك فإن رفضه يخلق مشكلة لكل من المعماري وبقية سكان المبنى.

## روابط ذات صلة
- http://www.aravindadiga.com/ official website
- http://harpercollins.co.in/BookDetail.asp?Book_Code=2780 official website